# Eurysthea hirca
Eurysthea hirca là một loài bọ cánh cứng trong họ Cerambycidae.